# Chrysiogenota
Chrysiogenota é um filo de bactérias, anteriormente denominado como Chrysiogenetes. Este filo é representado, até o momento, por uma única espécie, Chrysiogenes arsenatis. Tem uma bioquímica e uma forma de vida única. Em vez de respirar oxigênio, respira arseniato (a forma oxidada de arsênico) e usa o acetato como doador de elétrons. Portanto, Chrysiogenes arsenatis vive em ambientes anóxicos contaminados por arsênico, que geralmente é tóxico para a vida.
Espécies-tipo : Chrysiogenes arsenatis Macy, Nunan, Hagen, Dixon, Harbour, Cahill e Sly 1996, 1156.

## Características
São células curvas, em forma de bastonete, com extremidades arredondadas, 1.0 a 2.0 µm de comprimento e 0.50 a 0.75 µm de diâmetro. Gram-negativas. Cada célula é movida por um único flagelo polar. Estritamente anaeróbico. Em geral as colonias são pequenas, arredondadas e lenticulares com bordas inteiras convexas e brancas. Em meio líquido as células formam um enxame de bactérias móveis.
A temperatura ideal para crescimento é entre 25 e 30 °C. Essas células crescem em meio mínimo definido por respiração anaeróbica com o acetato como doador de elétrons e fonte de carbono e arsenato como o aceptor de elétrons, produzindo CO2 e arsenito. Nitrato ou nitrito também podem ser usados como aceptores de elétrons, produzindo NH4.
Filogeneticamente, o gênero é o primeiro representante de uma nova linhagem profundamente ramificada das Bactérias.

## Anúncio do Genoma
A bactéria foi isolada de lama contaminada com arsenio de uma camada de junco em Ballarat Goldfilds, Austrália.
Na época do isolamento esta espécie era o único membro do filo Chrysiogenetes, mas desde então tem sido juntada por membros dos gêneros Desulfurispira e Desulfurispirillum.. C. arsenatis foi selecionado em 2002 como parte de um projeto no Instituto de Pesquisa Genômica (TIGR) para sequenciar os genomas de representantes dos sete filos de bactérias que na época tinham representantes em cultura, mas não tinham uma seqüência genômica disponível. O DNA da estirpe C. arsenatis DSM 11915 foi extraído na DSMZ, pela Coleção Alemã de Microorganismos e Culturas Celulares, por lise com lisozima e proteína K, extração com fenol e clorofórmio.